# گری (تنسی)
گری(به انگلیسی: Gray) شهری در ایالت تنسی کشور ایالات متحده آمریکا است که جمعیت آن در سرشماری سال ۲۰۱۰ میلادی، ۱٬۲۲۲ نفر بوده‌است.